# Албанські комікси
Албанські комікси, хоч і не добре відомі у світі, були розроблені коміксними авторами з Косово. До недавнього часу в Албанії не існувало коміксних традицій, адже комікси являли собою небажану літературу, відому як fumeti (буквально — хмарка диму), нібито через те, що поп-арт був заборонений диктаторських комуністичним режимом. Сьогодні існує один журнал коміксів, який публікується в Косово, називається Leon із Тафе Кусурі (найстарішим персонажем коміксів, заснований Агімом Кене, продовжений його сином Роном Кене) разом з Гарфілдом та Кальвіном і Гоббсом, публікується газетою  Koha Ditore .

## Коротка історія
У Албанії коміксна культура була створена під впливом насамперед субкультури Югославії, хоча й інші країни мали великий вплив. Перший комікс опублікований у Косово був Тафе Кусурі, написаний Агімом Кане (у газеті «Рілінджа»). Існував ще один албанський журнал коміксів, який публікувався у Приштині, Косово в дев'яності роки, він називався Стріп Арті. У ньому збиралися комікси створені місцевими та міжнародними авторами. Журнал був припинений через відсутність основи. Без Стріп Арті коміксна культура розвивалася далі насамперед через дитячі та підліткові журнали. Журнал присвячений альтернативному мистецтву Хапі Альтернатив, під редакцією фаната коміксів Петро Сельего, опубліковував місцеві та закордонні комікси, а також вводив інноваційні символи. Інший журнал із змішаним змістом був Харіджа(який публікувався щомісяця у дев'яності Ібрагімом Кадріу). Публікувалося також щотижневе дитяче доповнення у газеті Koha Ditore (2000—2005). Друкарня «Ррота» опубліковувала та перекладала комікси про Людину-Павука, Алана Форда та Людей Ікс. Пізніше ця друкарня опубліковувала щомісячний дитячий журнал під назвою Pishpiriku, де регулярно були присутні 5 сторінок коміксів (написаних та проілюстрованих Трембелатом). Щоденна Зері в 1999 також публікувала оригінальні роботи, щотижнева «Джава» в 2003 опубліковувала Рротелат. Обидва незабаром припинили існувати.
У розмові албанські комікси називаються «stripa», що показує вплив югославської субкультури. (з югосл.комікси)
Купити комікси у Албанії дуже важко. Деякі з них знаходяться в розподільних пунктах газети «Рілінджа». Фанати також можуть знайти лімітовані копії у надихненому коміксами магазині кави в центрі Приштини, який називається Strip Depot або також кафе-книжковий магазин Dit' e Nat'.

## Автори
Основні коміксні автори в Албанії: Агім Кене, Шпенд Када, Бенджамін Гакса, Валдет Гаши, Гджон Марку, Гані Сундурі, Шпенд Бенг. Основні коміксні видавці в Албанії: Рілінджа, Ррота, Хапі Альтернатив, Харіджа, Коха.

## Факти
- Існує кафе-бар у Приштині, який називається Strip Depot, який має колекцію книжок коміксів, де люди можуть їх читати та придбати. Бар надихнений коміксами був заснований Петром Сельего, коміксним ентузіастом і колишнім видавцем журналу коміксів Хапі Альтернатив.
- У період 1997—1998 років існувала однорічна школа коміксів, яка була організована і створена Фондом Сороса. Вона була припинена через війну в Косово.